# クロルピクリン
クロルピクリン（chloropicrin）とは、トリクロロニトロメタン（trichloronitromethane）の事である。すなわち、メタンの水素3個が塩素に、残りの1個がニトロ基に置き換わった構造を持った、有機化合物である。なお、クロロピクリン、塩化ピクリンとも言う。日本では農薬として登録されているだけでなく、幾つかの法律で規制が行われている。化学兵器として用いられた事もある。

## 性質
クロルピクリンは、常温常圧下では粘性の比較的強い無色の液体として存在し、刺激臭を有する。水には難溶である。クロルピクリンの蒸気は空気より重く、その相対蒸気密度は 5.7 である。衝撃または熱を加えることにより爆発する可能性があること、光や熱などで分解して塩化水素や窒素酸化物など有毒な気体を生じることから、取り扱いには注意を要する。

## 開発
1848年にイギリスの化学者ジョン・ステンハウスにより、初めてクロルピクリンが合成された。ステンハウスは、次亜塩素酸ナトリウム（NaOCl）とピクリン酸を反応させて、この化合物を合成し、ピクリン酸にちなんでこの名を与えた。ただし、ピクリン酸との間に構造的な関連性は無い。
1918年に穀物を貯蔵する際に用いる燻蒸剤として、クロルピクリンが有用であると判明。
日本では、1921年に三共が日本初の合成農薬として製造を開始した。

## 用途
第一次世界大戦中には、窒息性の毒ガス兵器としてホスゲンと同様に、クロルピクリンも使用されたが、その毒性はホスゲンに比して低かった。クロルピクリンは目に対しても強烈な刺激作用を持ち、催涙ガスのような作用を有することでも知られている。これらの性質を利用して、アメリカ合衆国ではフッ化スルフリルを使った住宅燻煙を実施する前に、内部に人が残っていないことを確認する目的でクロルピクリンを使用する場合がある。
土壌燻蒸剤は農薬取締法の規制を受ける。クロルピクリンは日本で農薬に登録されており、土壌燻蒸剤（商品名：クロールピクリン、クロピク、ドジョウピクリン、ドロクロールなど）として、土壌の殺菌や殺虫用に利用されている。その使用方法は、地中に薬剤を注入した後、地面の表面にビニールシートを覆い被せる手法で、土にクロルピクリンを作用させる。
なお、日本でクロルピクリンとクロルピクリン製剤は、毒物及び劇物取締法で劇物に指定され、規制されている。一方で、PRTR法では、トリクロロニトロメタン（別名：クロロピクリン）が、第1種指定化学物質に指定されている。同一の化合物だが、法令により別の名称が使用されている。

## 事件
- 1968年2月26日に千葉県成田市にて、成田空港建設に反対するデモ隊と警察が衝突する事件があり（成田デモ事件）、 顔にクロルピクリンを浴びた警察官が負傷している[3]。
- 1971年8月7日に大阪府堺市にて、農地にクロルピクリンを主成分とする農薬散布を行った結果、周辺の住宅地で80人の住民が吐き気や目の痛みを訴え、1人が意識不明の重体に陥った[4]。
- 1982年には、秋田県でクロルピクリンを使用した殺人事件が発生した。